# Rudabánya
Rudabánya es una ciudad del distrito de Kazincbarcika en Hungría. Se encuentra en la parte noroeste del condado, a 15 km de Kazincbarcika, en el extremo sur, al suroeste de las montañas Rudabánya. 
También es un sitio paleontológico conocido internacionalmente, así como el Museo de Historia Minera del Condado de Borsod-Abaúj-Zemplén  y la sede de la Asociación Profesional de Notarios de Borsod.

## Ubicación geográfica
Rudabánya se encuentra en el distrito de Kazincbarcika, en la parte noroeste del condado de Borsod-Abaúj-Zemplén, en la parte sur de las montañas Aggtelek-Rudabánya, que forman parte de las montañas del norte central, en el primer plano y el área de las montañas Rudabánya, en el extremo norte del valle del arroyo Ormos. 
Su superficie está dominada por las montañas más bajas y parcialmente boscosas del conjunto montañoso de Rudabánya (como la colina Szőlő) y el valle del arroyo Ormos.

## Historia
Cerca del asentamiento, que ha estado habitado durante miles de años, el hierro y los metales no ferrosos fueron extraídos en la antigüedad por los celtas, seguidos por los eslavos a principios de la Edad Media. El nombre Rudabánya también es de origen eslavo: la palabra ruda significa mineral, mineral de hierro, tierra de hierro rojo. El pueblo también se menciona por primera vez en forma de "Ruda" en una carta de 1299. 
Se desarrolló significativamente en el siglo XIV y, a fines de siglo, se había convertido en una de las siete ciudades mineras de la Alta Hungría (el cobre y la plata se extraían en este momento). Este período fue el apogeo del asentamiento, como resultado de lo cual sus ciudadanos construyeron una enorme iglesia del tamaño de una catedral (33 metros de largo) al estilo gótico temprano a mediados de siglo. En la década de 1500 disminuyó rápidamente, en la década de 1550 era solo una aldea de siervos. 
A partir de 1564 en adelante, esta zona fue cada vez más asaltada por los turcos, quienes en 1555 y 1576 asolaron y quemaron la ciudad. La mayoría de la población huyó, y los que permanecieron se convirtieron a la fe reformada. A mediados de la década de 1660 tenía solo 92 habitantes, y disminuyó aún más en 1699: en ese momento estaba habitado solo por un siervo y diez apios (zsellér, persona perteneciente a los estratos inferiores del campesinado medieval tardío). 
Durante la guerra de Independencia de Rákóczi, la actividad minera tuvo lugar nuevamente en el asentamiento por un corto tiempo (se extrajo cobre), pero después del final de la lucha cesó nuevamente. 
La minería, y con ella Rudabánya, se desarrolló nuevamente a fines del siglo XIX, con la introducción de métodos a gran escala. Para ello, como la agricultura se ha convertido hasta ahora en el principal medio de vida de los habitantes, las excavaciones se realizaron en las tierras altas, principalmente en Spiš y Dobšiná. A principios de siglo, una de las plantas mineras más modernas de Europa operaba aquí.
Durante la Primera Guerra Mundial, muchos de sus habitantes -en su mayoría mineros- fueron reclutados como soldados, 107 de los cuales murieron en los campos de batalla. El asentamiento estuvo bajo ocupación de las tropas alemanas durante la Segunda Guerra Mundial, desde el 25 de marzo al 14 de diciembre de 1944. Como no hubo más combates serios en el área, el asentamiento escapó de la guerra sin daños devastadores (los alemanes volaron solo unos pocos puentes ferroviarios). 
Después de la guerra, durante el período comunista, la minería comenzó a desarrollarse exponencialmente (se construyó una planta de enriquecimiento de hierro y se mejoró la infraestructura), y con ella creció el pueblo. En 1965, hubo cinco accidentes fatales en la mina. La extracción y el enriquecimiento de mineral de hierro finalmente se detuvieron el 31 de diciembre de 1985 debido a que se volvió poco rentable, y muchas personas se mudaron del asentamiento. 
Fue declarada ciudad el 1 de julio de 2008 y, el 6 de septiembre, el entonces ministro de Gobierno Local, István Gyenesei, entregó la llave de la ciudad al alcalde Lajos Szobota.

## Población

### Grupos de personas
Desde 2006, los alemanes locales han tenido su propio gobierno autónomo minoritario. La mayoría de las personas de ascendencia alemana local son descendientes de familias mineras alemanas que emigraron de las Highlands en el siglo XIX. A partir de 2019, también hay un gobierno autónomo romaní en la ciudad.

### Religión
El pueblo es protestante (calvinista), católico y protestante (luterano). La mayoría de la población religiosa pertenece a la confesión católica, pero incluso el número de personas de la religión reformada es significativo. El número previamente significativo de comunidades luteranas, principalmente mineros de las Highlands, ahora ha desaparecido casi por completo del asentamiento. 

#### La iglesia reformada[14]

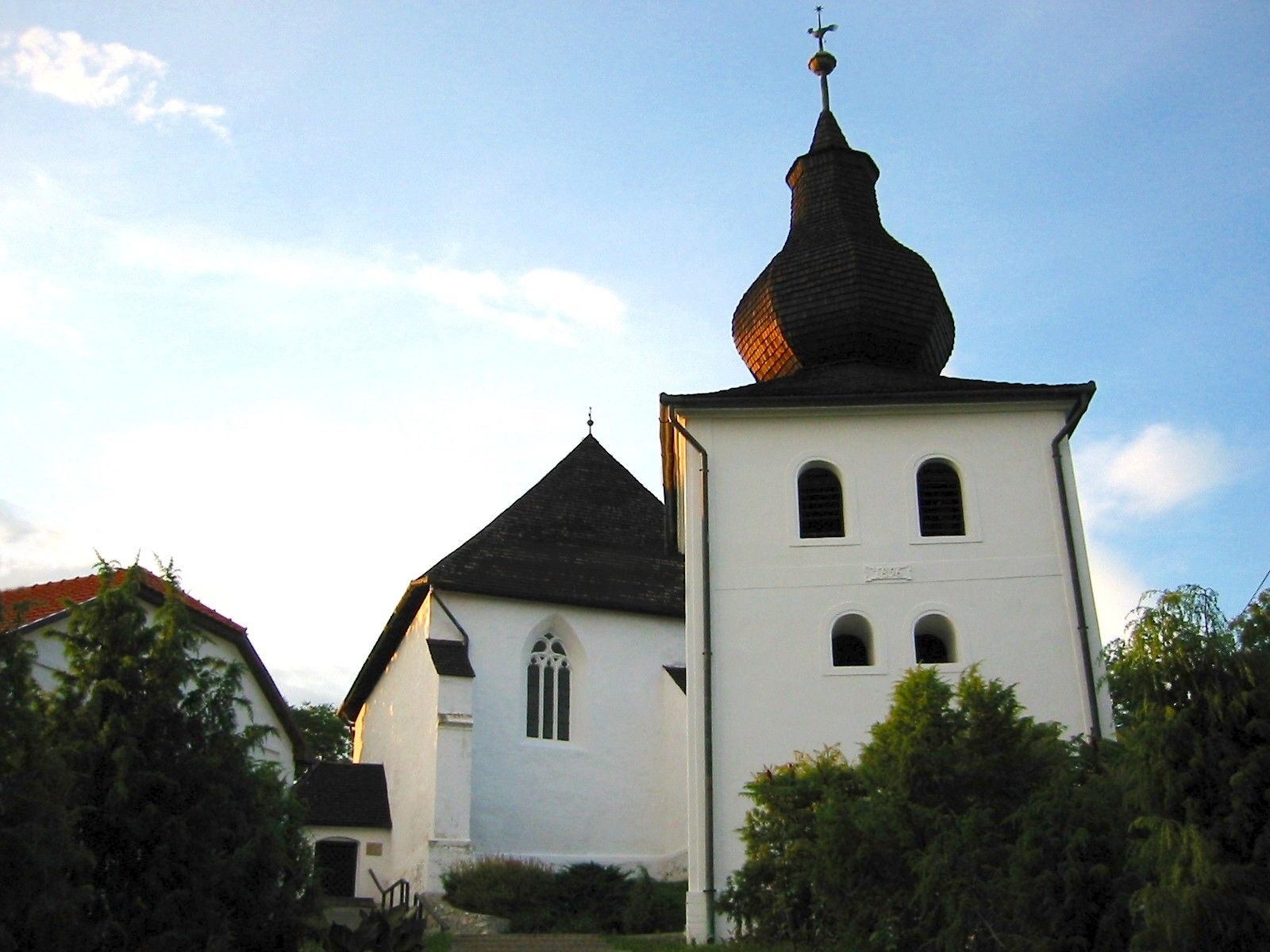
Iglesia reformada de Rudabánya.

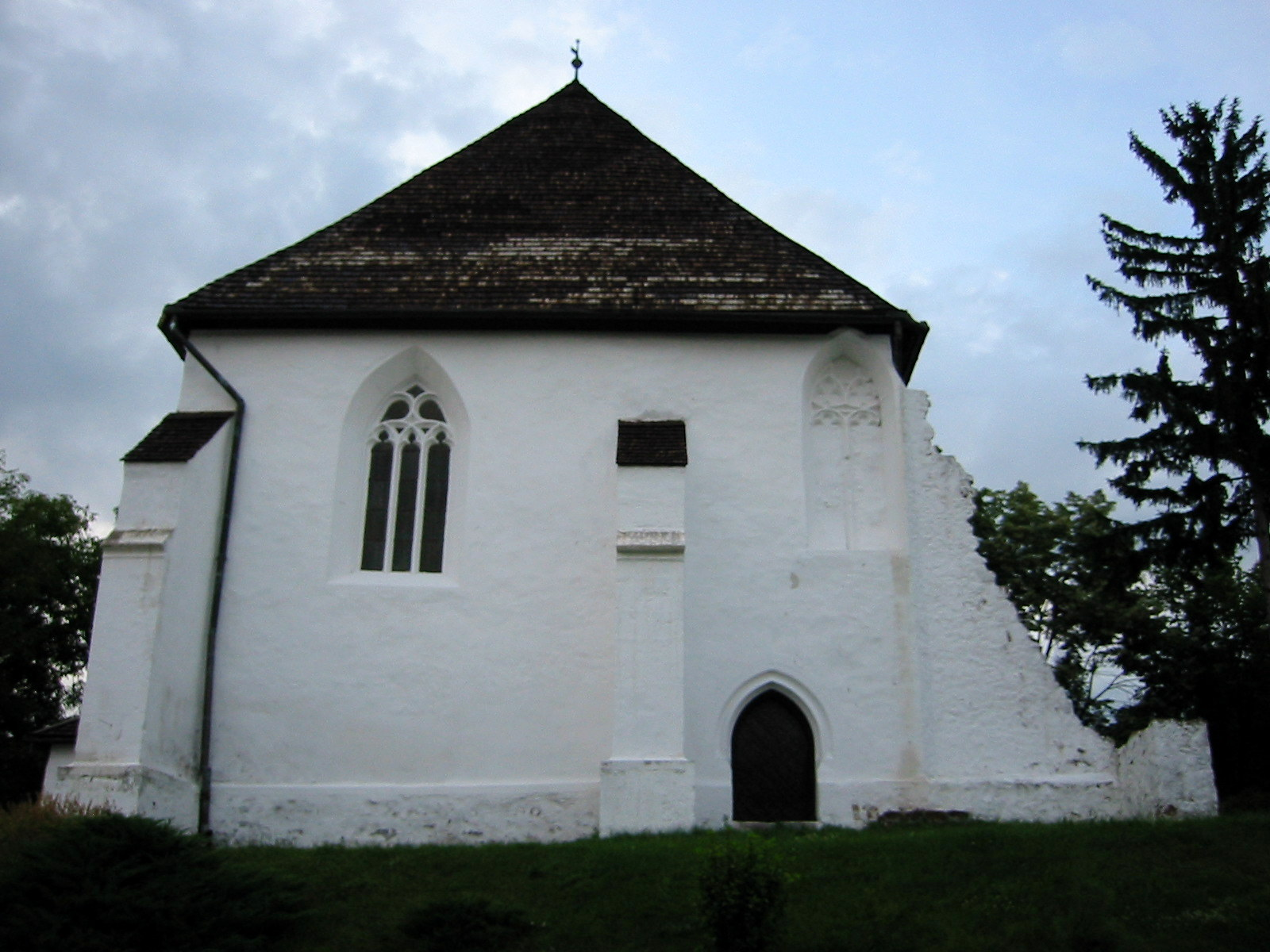
Detalle de la iglesia reformada de Rudabánya.

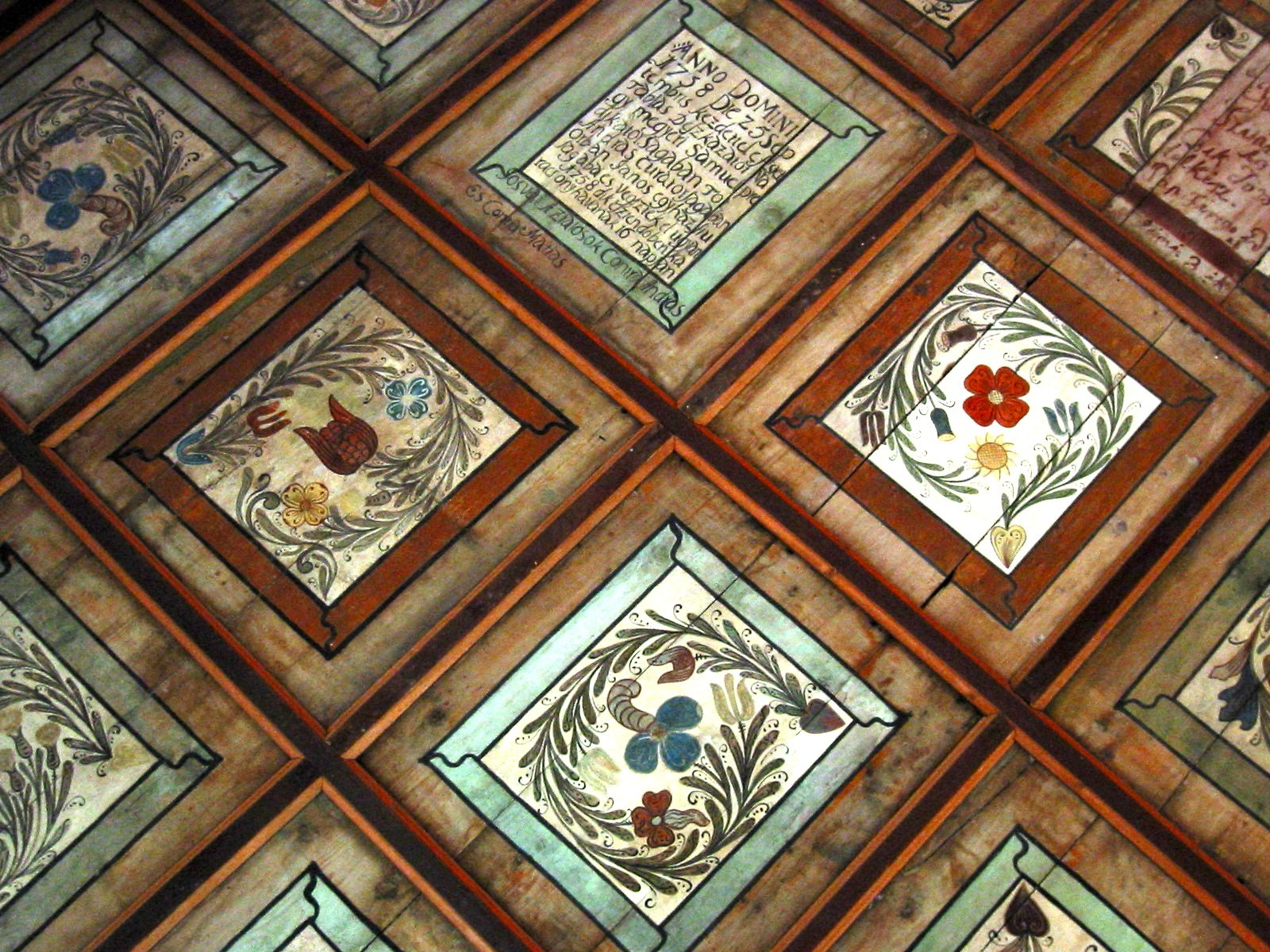
El artesonado de la iglesia.

El edificio de la iglesia reformada fue erigido en el estilo gótico temprano en la época de la floración medieval de Rudabánya, en la década de 1350, en el tamaño de una catedral (33 metros de largo). Fue reconstruido en estilo gótico tardío en el siglo XV. La iglesia fue destruida más tarde por los ataques turcos. A finales del siglo XVI, los reformados tomaron posesión de la iglesia, de la que solo se restableció el tercio occidental más intacto (entre 1664 y 1666). 
El interior de la iglesia está cubierto con un techo de madera pintado de 120 tableros, y fue construido en 1758 por carpinteros Jolsva. 
Hay dos tumbas de mármol rojo en la iglesia: la tumba de István Perényi (carpintero del rey Segismundo) de 1437, y la tumba de Erhard Saurer, erigida en 1576. 

#### La Iglesia católica y Luterana[15][16]
Hasta finales del siglo XIX, la población de Rudabánya estaba compuesta principalmente por personas de la religión reformada. En ese momento, sin embargo, los asentamientos posteriores al inicio de la minería a gran escala reorganizaron la composición religiosa del asentamiento: llegó un gran número de católicos y luteranos. 
Una iglesia de la confesión católica se construyó por primera vez en 1912. Las pinturas en la iglesia fueron hechas por el pintor István Takács (1901-1985) de Mezőkövesd.
La construcción de la iglesia luterana tuvo lugar entre 1932 y 1934 (el núcleo de la comunidad luterana en Rudabánya fue formado por alemanes de las tierras altas, principalmente de Dobšiná). El diseñador del edificio fue Kálmán Lux. 

## Lugares de interés
- En sus terrenos se encontraron restos del simio Rudapithecus (anteriormente Dryopithecus brancoi) de 12 millones de años.[18][19]
- La iglesia reformada fue construida originalmente en estilo gótico;[20] su puerta de hierro del siglo XIV se conserva en el Museo Herman Ottó de Miskolc.
- El museo minero fue reconstruido en 2006,[21] y desde entonces presenta la historia de la minería en todo el condado de Borsod-Abaúj-Zemplén. Se compone de: 
  - Colección de historia minera.
  - Colección mineral y primitiva.
  - Sala de exposición subterránea.
- El sitio de la mina, que fue construida después de 1985 en el sitio de una antigua mina de hierro a cielo abierto, es una de las aguas estancadas más profundas del país. El lago tiene unos 300 metros de largo y 80 metros de ancho.[22][23]
- La mayoría de las rarezas minerales encontradas en Rudabánya fueron vendidas a los recolectores de minerales por los mineros, solo unas pocas fueron preservadas en el museo local (como azurita-malaquita y cobre nativo).[24]

### Esculturas públicas[25]
- Mujer sentada (Ülő nő).
- Socorro de los mineros (Bányász-dombormű).
- Monumento a los heroicos mineros (Bányász hősi emlékmű).
- József Gvadányi.
- Sámuel Mikoviny.
- Lajos Kossuth.
- Estatua de Turul.

## Economía
Hasta 1985, la única mina de hierro de Hungría operaba con plantas asociadas (concentrador de mineral), que en su apogeo empleaba a miles de personas. Hasta el cierre de la mina Alsótelekes, el yeso extraído allí se procesó en Rudabánya. 
La mayoría de las instalaciones industriales relacionadas con la minería fueron liquidadas y demolidas después del cierre de la mina. 
Con la excepción de la planta de procesamiento de yeso (ubicada en el sitio de la antigua planta de enriquecimiento de mineral de hierro), no existe una instalación industrial importante en el asentamiento. Hoy, la mayoría de los residentes trabajan en los asentamientos más grandes de los alrededores (principalmente Kazincbarcika), así como en las instituciones mantenidas por el asentamiento (escuela primaria, jardín de infantes) y compañías (compañía de administración de la ciudad). 

## Política y vida pública
Desde el 1 de abril de 2013 mantiene una oficina municipal conjunta con Izsófalva y Alsótelekes, bajo el nombre de Oficina Municipal Conjunta de Rudabánya.
El alcalde de Rudabánya ha sido Péter Novák (Fidesz-KDNP) desde octubre de 2019. Entre 1990 y 2002, el puesto fue ocupado por József Szögedi (quien fue elegido ciudadano ilustre de Rudabánya en 2004), y entre 2002 y 2019 por Lajos Szobota. 

### Alcaldes desde el cambio de régimen
| Nombre         | Organización nominadora | Plazo                                         | Elecciones            |
| -------------- | ----------------------- | --------------------------------------------- | --------------------- |
| József Szögedi | Independiente           | 15 de octubre de 1990 - 21 de octubre de 2002 | Elecciones de 1990.   |
| József Szögedi | Independiente           | 15 de octubre de 1990 - 21 de octubre de 2002 | Elecciones de 1994.   |
| József Szögedi | Independiente           | 15 de octubre de 1990 - 21 de octubre de 2002 | Elecciones de 1998.   |
| Lajos Szobota  | Independiente           | 21 de octubre de 2002 - 14 de octubre de 2019 | Elecciones de 2002.   |
| Lajos Szobota  | Independiente           | 21 de octubre de 2002 - 14 de octubre de 2019 | Elecciones de 2006.   |
| Lajos Szobota  | Independiente           | 21 de octubre de 2002 - 14 de octubre de 2019 | Elecciones de 2010.   |
| Lajos Szobota  | Independiente           | 21 de octubre de 2002 - 14 de octubre de 2019 | Elecciones de 2014.   |
| Péter Novák    | Fidesz - KDNP           | 14 de octubre de 2019 - en el cargo           | Elecciones para 2019. |

### Órgano de representación
El cuerpo representativo de Rudabánya ha tenido siete miembros desde las elecciones municipales de 2010. La composición de la junta después de las elecciones municipales de 2019 fue la siguiente:
| Nombre         | Posición      | Partido                     |
| -------------- | ------------- | --------------------------- |
| Péter Novák    | Alcalde       | Fidesz-Unión Cívica Húngara |
| Sándor Budai   | Representante | Independiente               |
| Sándor Hadobás | Representante | Independiente               |
| József Molnár  | Representante | Independiente               |
| Papp Andrea    | Representante | Independiente               |
| Gábor Tóth     | Representante | Independiente               |
| Lajos Veres    | Representante | Independiente               |

### Ciudadanos ilustres
El título de ciudadano ilustre de Rudabánya se estableció en 1998 para reconocer el trabajo de las personas que participan en actividades destacadas para el acuerdo. 
Ciudadanos ilustres de Rudabánya:
| Nombre                    | Año de otorgamiento | Observación |
| ------------------------- | ------------------- | --- |
| István Vincze (1917-2001) | 1998                | Fue una figura destacada en la educación de Rudabánya, profesor en la escuela de la Iglesia Reformada en Rudabánya desde 1940. |
| János Baffi               | 2000                | |
| Sándorné Nagy             | 2006                | |
| Gábor Hernyák             | 2002                | Geólogo jefe de la antigua mina de hierro, que desempeñó un papel importante en la exploración del sitio paleontológico local. |
| Imre Veres                | 2002                | |
| József Szögedi            | 2004                | Alcalde de Rudabánya entre 1990 y 2002.                                                                                        |
| Lajos Cziczlavicz         | 2006                | |
| Sándor Hadobás            | 2006                | Exdirector del museo local y actual director de la Casa de la Cultura.                                                         |
| Mangasi Sihombing         | 2010                | Exembajador de Indonesia en Budapest.                                                                                          |
| Géza Novák                | 2012                | Escultor. |
| Harmatha Tibor            | 2015                | De la ciudad hermana de Rudabánya, el líder de la comunidad alemana de Dobšiná.                                                |

## Transporte

### Transporte por carretera
Se puede llegar a Rudabánya desde cuatro direcciones (Felsőtelekes y Ormosbánya en la carretera 2609, Felsőkelecsény en la carretera 2608 y Szuhogy en la carretera 2611). Está conectada con Ormosbánya a la carretera principal 26 (en dirección a Kazincbarcika) y a Szuhogy a la carretera principal 27 (en dirección a Szendrő).

#### Transporte público por carretera
Se puede llegar a Rudabánya en autobús. Hay un servicio regular de autobuses (servicios regulares de Volánbusz) con Kazincbarcika y Szendrő, pero también hay autobuses a Kánó, Szőlősardo, Perkupa, Jósvafő y Miskolc.

### Transporte ferroviario

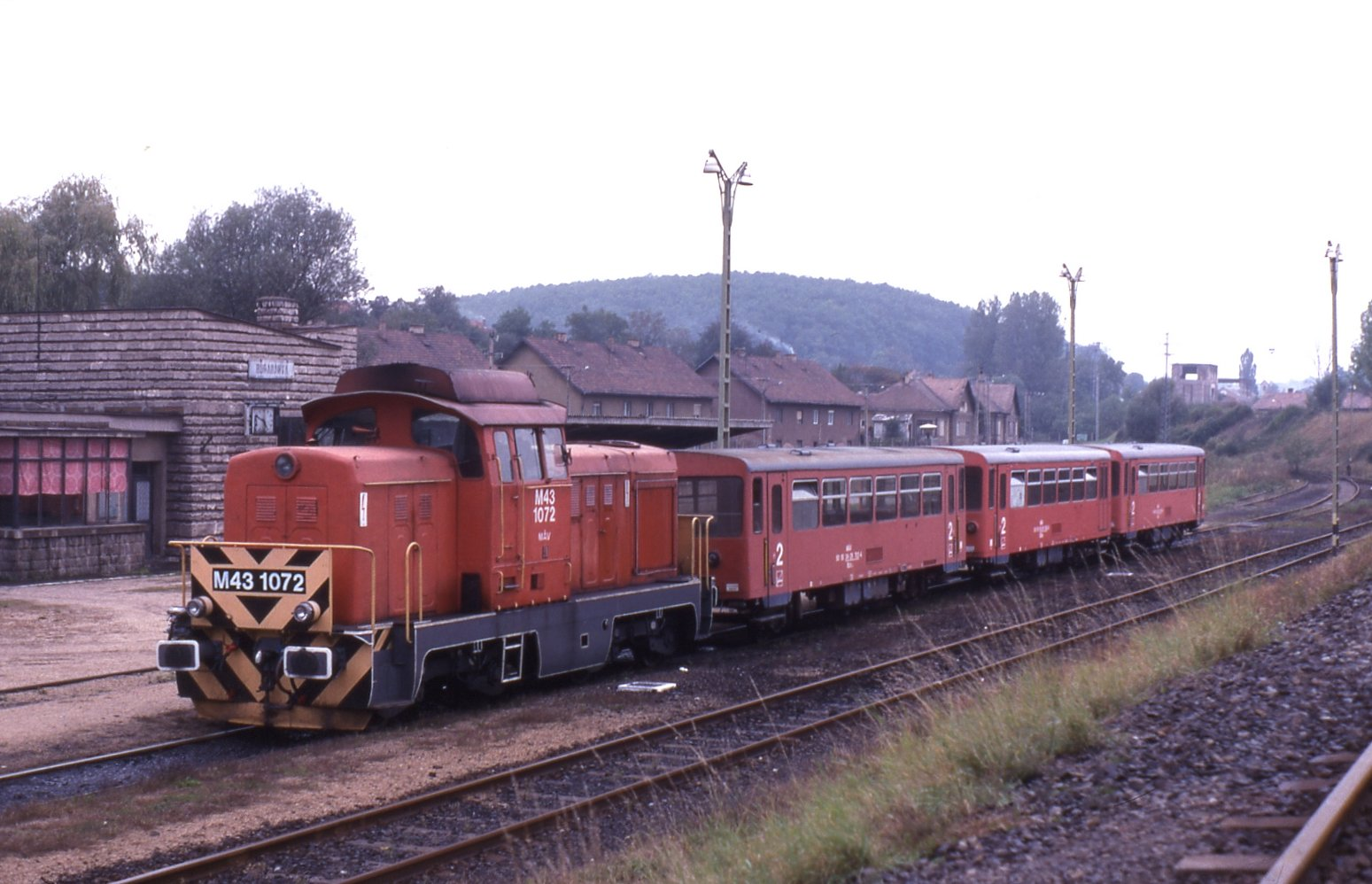
Estación de tren de Rudabánya el 21 de septiembre de 1996. La imagen muestra un tren de pasajeros remolcado por una locomotora Dacia.

Paralelamente al desarrollo de la extracción de mineral de hierro, la construcción de una línea ferroviaria a Rudabánya apareció en la segunda mitad del siglo XIX. La construcción finalmente inició en 1880, y en agosto de 1881 el tráfico en la línea ya había comenzado.
Inicialmente, una línea con un calibre de 1000 mm se convirtió gradualmente en una línea de calibre normal en 1925. Y en 1956 se construyó un ferrocarril electrificado para la mina de hierro con un calibre de 500 mm. Entre 1959 y 1962, se renovaron las instalaciones de la línea ferroviaria y se estableció una nueva estación en Rudabánya. 
Tras el cierre de la mina de hierro, la importancia del ferrocarril ha ido disminuyendo constantemente. Se abolió el ferrocarril minero, y el tráfico diario en el ferrocarril estándar se limitó a unos pocos trenes de pasajeros y mercancías. Finalmente, el transporte de pasajeros se suspendió en 2007 junto con el tráfico de carga.

## Educación y cultura
- Hay una escuela primaria y jardín de infantes en Rudabánya József Gvadányi, que la ciudad mantenía junto con los asentamientos más pequeños de los alrededores (Felsőtelekes, Alsótelekes, Kánó). A partir del 1 de enero de 2013, la escuela es administrada por el Centro de Mantenimiento Institucional Klebelsberg, mientras que el jardín de infantes (Bóbita Kindergarten) se encuentra a cargo del gobierno local.[43][44]
- También hay una casa de cultura y una biblioteca en el asentamiento (Casa de Cultura y Biblioteca József Gvadányi).[45]
- Se realiza una celebración por el día de la ciudad cada año (así como una reunión de hermandad y un festival de recolección de minerales).[46][47]

## Personas famosas

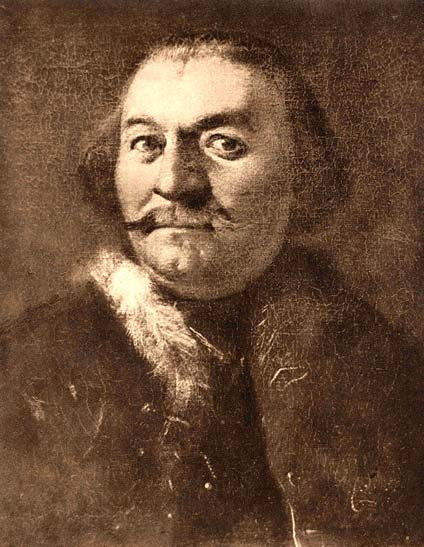
József Gvadányi.

- El conde József Gvadányi, general y escritor, nació en esta ciudad el 16 de octubre de 1725. En el asentamiento, una calle, una escuela primaria, una casa de cultura y una biblioteca llevaban su nombre. Su estatua se encuentra en la plaza frente a la Iglesia Reformada (Plaza de la Libertad).[48]
- Tibor Görgő (1892–1978), minero, y más tarde el médico, poeta y compositor del asentamiento. Su obra más conocida es El rugido del bosque... (Zúg az erdő...) publicada en 1934, para la cual también compuso música.[49]
- Lajos Veres (1924–2011) nació en Rudabánya el 11 de agosto de 1924. Diseñador de interiores. Premios: Premio Mihály Munkácsy (1973), Premios de nivel (1979, 1980, 1984, 1986, 1987), Artista meritorio (1990).[50]
- Viktor Gyula (1933–2007) fue un bibliotecario, organizador cultural, poeta, escritor, investigador de estudios de la patria y un conocido fabricante de botellas con objetos (el arte de poner objetos dentro de una botella, también conocido como vidrios de paciencia o botella imposible).[51]
- Gábor Hernyák (1928–2013) fue un geólogo que llegó a Rudabánya en 1955[52] y se convirtió en el geólogo jefe de la mina de mineral de hierro; En 1965, encontró los primeros restos de Rudapithecus hungaricus en la mina de mineral de hierro. El Anapithecus hernyaki, también encontrado en Rudabánya, fue nombrado con su apellido.[53]

## Deportes
Hay siete canchas de tenis de arcilla en el pueblo, que también tienen un vestuario y una casa club. El equipo masculino de tenis para adultos (Miner SE) se encuentra en la clase III del campeonato nacional.
También existe un campo de fútbol de arcilla. El equipo de fútbol (Rudabánya Bányász Football Club) se encontraba en la clase II del condado durante la temporada 2011-2012.
El pueblo también tiene un club de culturismo y una asociación cultural y deportiva donde se enseña y practica karate (Ruda-kai). 
La piscina de Rudabánya se abrió en 1989, pero se cerró en la década de 1990 por razones financieras. 

## Pueblos hermanos
- Dobšiná, Eslovaquia (2011).[58]
- Borsec, Rumania (2012).[59]
- Badaló, Ucrania (2017).[60]

### Vistas aéreas del asentamiento y sus alrededores

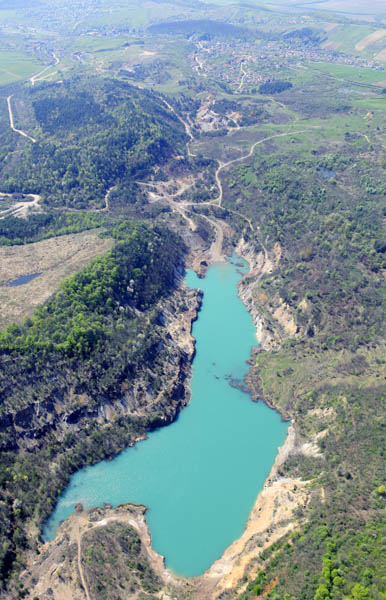
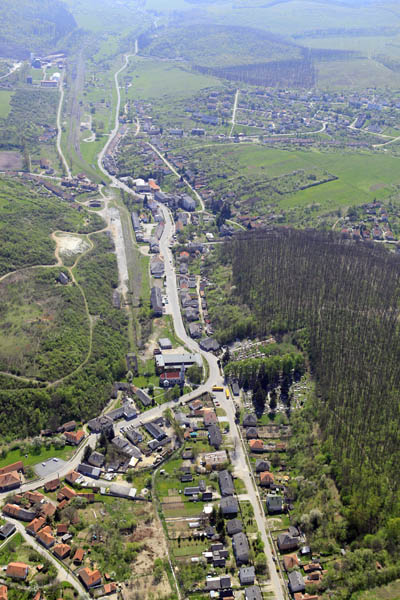
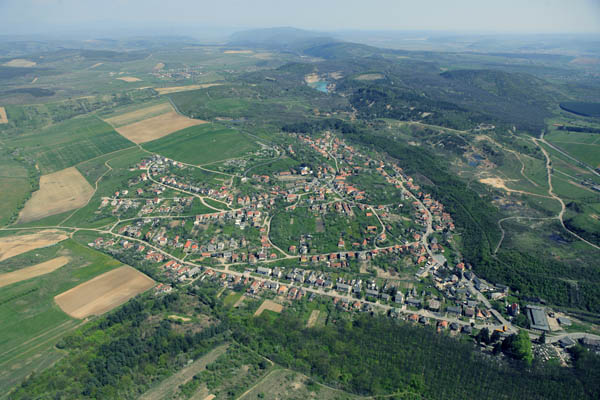
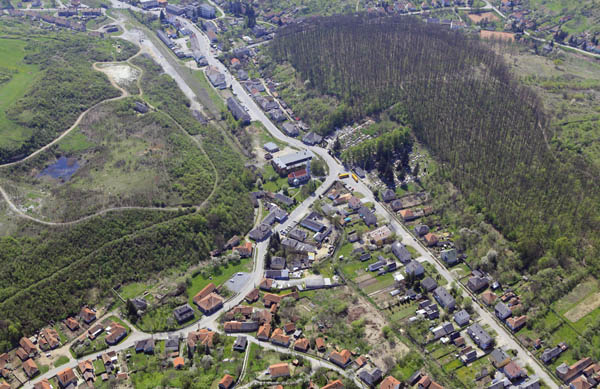
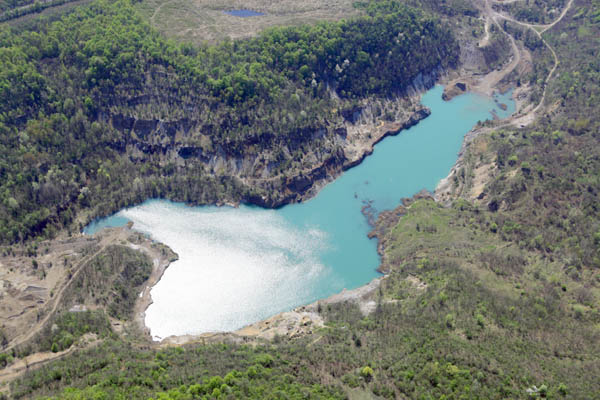
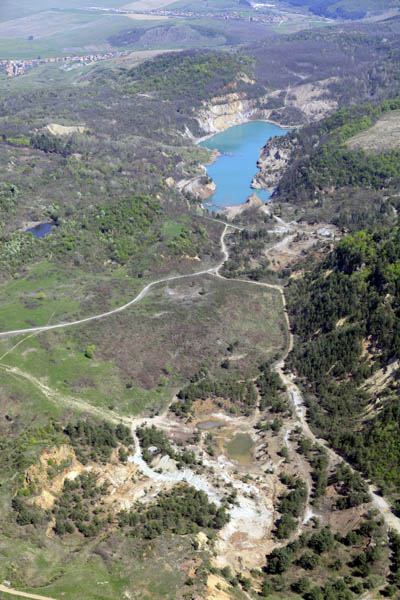